# 我孫子智美
我孫子 智美（あびこ ともみ、1988年3月17日 - ）は、日本の元陸上競技選手。専門は棒高跳。滋賀県草津市出身。同志社大学から光泉ACを経て、滋賀レイクスターズに所属していた。

## 経歴

### 学生時代
光泉中学校時代は走高跳を専門としていたが、光泉高等学校入学後に顧問の勧めにより棒高跳を始める。2005年に高校歴代2位の4m00cmを記録した。
同志社大学進学後は2006年から2009年までの日本インカレを4連覇し、日本学生記録を6度更新した。2008年には第92回日本選手権で初優勝を果たした。大学進学後も、光泉高校を練習拠点としている。

### 選手として
大学卒業後の2010年4月からは光泉ACに所属して競技を続けた後、同年7月から滋賀レイクスターズに所属している。第94回日本選手権で優勝し、11月のアジア大会では銅メダルを獲得した。2012年6月9日の第96回日本選手権において、従来の日本記録を4cm上回る4m40cmの日本新記録をマークして3連覇を達成し、ロンドンオリンピック日本代表に選出された。ロンドンオリンピックでは4m25cmをマークし、予選19位タイとなった。
しかし、ロンドンオリンピック後は「日本記録保持者」の重圧や故障に苦しみ、リオデジャネイロオリンピックへの出場を逃している。2016年から滋賀レイクスターズ陸上スクールのコーチを兼任し、2017年の日本選手権で5度目の優勝を果たした。
その後、東京オリンピックへの出場を目指したが再び故障に苦しみ、同オリンピックへの出場を逃している。

### 引退まで
2020年8月に開催された滋賀県選手権の試合中に右肩を脱臼し、翌月に手術を行ったが、同年12月に現役引退を決断した。2021年3月に滋賀県庁で引退会見が開かれ、翌月には滋賀県立体育館（ウカルちゃんアリーナ）で引退セレモニーが開催された。引退後は滋賀レイクスターズのスタッフとして活動している。

## 主な成績
- 2005年 - 世界ユース選手権　10位
- 2006年 - 日本選手権　3位
- 2006年 - 日本インカレ　1位
- 2006年 - 世界ジュニア選手権　7位
- 2007年 - 日本インカレ　1位
- 2008年 - 日本選手権　1位
- 2008年 - 日本インカレ　1位
- 2009年 - 日本選手権　2位
- 2009年 - 日本インカレ　1位
- 2009年 - 東アジア大会　3位
- 2010年 - 日本選手権　1位
- 2010年 - アジア大会　3位
- 2011年 - 日本選手権　1位
- 2012年 - 日本選手権　1位　4m40cm（日本新）
- 2012年 - ロンドンオリンピック　予選19位タイ
- 2014年 - 仁川アジア大会　2位
- 2015年 - 第21回アジア選手権　3位
- 2016年 - アジア室内競技大会　3位
- 2016年 - テキサスリレー　1位
- 2017年 - 織田記念陸上　1位
- 2017年 - 日本選手権　1位